# Rob Bruniges
Rob Bruniges (Londres, Inglaterra; 3 de agosto de 1956-febrero de 2023) fue un esgrimista británico que compitió en tres Juegos Olímpicos representando a Reino Unido.

## Carrera

### Nacional
Fue campeón británico júnior en florete en 1976 y fue campeón nacional en 1981 en Florete.

### Olímpico
Su primera aparición en Juegos Olímpicos fue en Montreal 1976 en la categoría de florete individual donde avanzó hasta la tercera ronda, mientras en la categoría por equipos fue eliminado en los cuartos de final.
En Moscú 1980 en el evento de florete individual fue eliminado en la segunda ronda, mientras en el evento por equipos no pudo superar la primera ronda. En la edición de Los Ángeles 1984 solo participó en el evento por equipos de florete donde volvió a ser eliminado en los cuartos de final.

## Tras el retiro
Al retirarse pasó a ser entrenador de esgrima en las tres modalidades.

## Logros
- Campeón Nacional británico en 1981.
- Campeón Nacional británico júnior en 1976.